# Liste des choix de repêchages des Sénateurs d'Ottawa
Cette liste contient tous les joueurs de hockey sur glace ayant été repêchés par les Sénateurs d'Ottawa, franchise de la Ligue nationale de hockey. Les joueurs listés ci-dessus n'ont pas obligatoirement joué un match sous le maillot de l'équipe.
Elle regroupe les joueurs depuis le Repêchage de 1992 organisé par la LNH en 1992-1993, lors de la première saison des Sénateurs, jusqu'à aujourd'hui,. Les joueurs sont classés par année de repêchage. Les deux premières colonnes donnent le rang et le tour duquel le joueur a été repêché suivis de son nom, de sa nationalité et de sa position de jeu.

## 1992
| No  | Tour | Nom                   | Nationalité        | Position       |
| --- | ---- | --------------------- | ------------------ | -------------- |
| 2   | 1er  | Alekseï Iachine       | Russie             | Centre         |
| 25  | 2e   | Chad Penney (en)      | Canada             | Ailier gauche  |
| 50  | 3e   | Patrick Traverse      | Canada             | Défenseur      |
| 73  | 4e   | Radek Hamr            | République tchèque | Défenseur      |
| 98  | 5e   | Daniel Guérard        | Canada             | Ailier droit   |
| 121 | 6e   | Alan Sinclair         | Canada             | Défenseur      |
| 146 | 7e   | Jaroslav Miklenda     | République tchèque | Gardien de but |
| 169 | 8e   | Jay Kenney            | États-Unis         | Défenseur      |
| 194 | 9e   | Claude Savoie         | Canada             | Ailier droit   |
| 217 | 10e  | Jake Grimes           | Canada             | Centre         |
| 242 | 11e  | Tomáš Jelínek (en)    | République tchèque | Ailier droit   |
| 264 | 11e  | Petter Rönnqvist (en) | Suède              | Gardien de but |
| 2   | R.S  | Steven Flomenhoft     | États-Unis         | Centre         |

## 1993
| No  | Tour | Nom                      | Nationalité        | Position       |
| --- | ---- | ------------------------ | ------------------ | -------------- |
| 1   | 1er  | Alexandre Daigle         | Canada             | Ailier droit   |
| 27  | 2e   | Radim Bičánek (en)       | République tchèque | Défenseur      |
| 53  | 3e   | Patrick Charbonneau (en) | Canada             | Gardien de but |
| 91  | 4e   | Cosmo Dupaul             | Canada             | Ailier gauche  |
| 131 | 6e   | Rick Bodkin              | Canada             | Centre         |
| 157 | 7e   | Sergueï Politchouk       | Russie             | Défenseur      |
| 183 | 8e   | Jason Disher             | Canada             | Défenseur      |
| 209 | 9e   | Toby Kvalevog            | États-Unis         | Gardien de but |
| 227 | 9e   | Pavol Demitra            | Slovaquie          | Centre         |
| 235 | 10e  | Rick Schuhwerk           | États-Unis         | Défenseur      |
| 1   | R.S  | Eric Flinton             | Canada             | Ailier gauche  |

## 1994
| No  | Tour | Nom               | Nationalité        | Position       |
| --- | ---- | ----------------- | ------------------ | -------------- |
| 3   | 1er  | Radek Bonk        | République tchèque | Centre         |
| 29  | 2e   | Stanislav Neckar  | République tchèque | Défenseur      |
| 81  | 4e   | Bryan Masotta     | États-Unis         | Gardien de but |
| 131 | 6e   | Mike Gaffney      | États-Unis         | Défenseur      |
| 133 | 6e   | Daniel Alfredsson | Suède              | Ailier droit   |
| 159 | 7e   | Doug Sproule      | États-Unis         | Attaquant      |
| 210 | 9e   | Frédéric Cassivi  | Canada             | Gardien de but |
| 211 | 9e   | Danny Dupont      | Canada             | Défenseur      |
| 237 | 10e  | Steve MacKinnon   | États-Unis         | Attaquant      |
| 274 | 11e  | Antti Törmänen    | Finlande           | Ailier gauche  |
| 3   | R.S  | Steve Guolla      | Canada             | Centre         |

## 1995
| No  | Tour | Nom                  | Nationalité        | Position      |
| --- | ---- | -------------------- | ------------------ | ------------- |
| 1   | 1er  | Bryan Berard         | États-Unis         | Défenseur     |
| 27  | 2e   | Marc Moro            | Canada             | Défenseur     |
| 53  | 3e   | Brad Larsen          | Canada             | Ailier gauche |
| 89  | 4e   | Kevin Bolibruck (en) | Canada             | Défenseur     |
| 103 | 4e   | Kevin Boyd           | Canada             | Ailier gauche |
| 131 | 6e   | David Hruška         | République tchèque | Attaquant     |
| 183 | 8e   | Kaj Linna            | Finlande           | Défenseur     |
| 184 | 8e   | Ray Schultz (en)     | Canada             | Défenseur     |
| 231 | 9e   | Erik Kaminski        | États-Unis         | Ailier droit  |

## 1996
| No  | Tour | Nom                 | Nationalité | Position     |
| --- | ---- | ------------------- | ----------- | ------------ |
| 1   | 1er  | Chris Phillips      | Canada      | Défenseur    |
| 81  | 4e   | Antti-Jussi Niemi   | Finlande    | Défenseur    |
| 136 | 6e   | Andreas Dackell     | Suède       | Ailier droit |
| 163 | 7e   | Francois Hardy      | Canada      | Défenseur    |
| 212 | 8e   | Erich Goldmann (en) | Allemagne   | Défenseur    |
| 216 | 9e   | Ivan Ciernik (en)   | Slovaquie   | Ailier droit |
| 239 | 9e   | Sami Salo           | Finlande    | Défenseur    |

## 1997
| No  | Tour | Nom              | Nationalité        | Position       |
| --- | ---- | ---------------- | ------------------ | -------------- |
| 12  | 1er  | Marián Hossa     | Slovaquie          | Ailier droit   |
| 58  | 3e   | Jani Hurme       | Finlande           | Gardien de but |
| 66  | 3e   | Josh Langfeld    | États-Unis         | Ailier droit   |
| 119 | 5e   | Magnus Arvedson  | Suède              | Ailier gauche  |
| 146 | 6e   | Jeffrey Sullivan | Canada             | Défenseur      |
| 173 | 7e   | Robin Bacul (en) | République tchèque | Attaquant      |
| 203 | 8e   | Nick Gillis      | États-Unis         | Attaquant      |
| 229 | 9e   | Karel Rachůnek   | République tchèque | Défenseur      |

## 1998
| No  | Tour | Nom                    | Nationalité | Position       |
| --- | ---- | ---------------------- | ----------- | -------------- |
| 15  | 1er  | Mathieu Chouinard (en) | Canada      | Gardien de but |
| 44  | 2e   | Mike Fisher            | Canada      | Centre         |
| 58  | 2e   | Chris Bala (en)        | États-Unis  | Ailier gauche  |
| 74  | 3e   | Julien Vauclair        | Suisse      | Défenseur      |
| 101 | 4e   | Piotr Stchastlivy      | Russie      | Ailier gauche  |
| 130 | 5e   | Gavin McLeod           | Canada      | Défenseur      |
| 161 | 6e   | Chris Neil             | Canada      | Ailier droit   |
| 188 | 7e   | Michel Périard (en)    | Canada      | Défenseur      |
| 223 | 8e   | Sergeï Verenkine (en)  | Russie      | Attaquant      |
| 246 | 9e   | Rastislav Pavlikovský  | Slovaquie   | Ailier gauche  |

## 1999
| No  | Tour | Nom                   | Nationalité        | Position       |
| --- | ---- | --------------------- | ------------------ | -------------- |
| 26  | 1er  | Martin Havlat         | République tchèque | Ailier droit   |
| 48  | 2e   | Simon Lajeunesse (en) | Canada             | Gardien de but |
| 62  | 2e   | Teemu Sainomaa (en)   | Finlande           | Attaquant      |
| 94  | 3e   | Chris Kelly           | Canada             | Centre         |
| 154 | 5e   | Andrew Ianiero        | Canada             | Ailier gauche  |
| 164 | 6e   | Martin Prusek         | République tchèque | Gardien de but |
| 201 | 7e   | Mikko Ruutu           | Finlande           | Ailier droit   |
| 209 | 7e   | Layne Ulmer (en)      | Canada             | Centre         |
| 213 | 7e   | Alexandre Giroux      | Canada             | Centre         |
| 269 | 9e   | Konstantin Gorovikov  | Russie             | Ailier droit   |

## 2000
| No  | Tour | Nom                    | Nationalité        | Position       |
| --- | ---- | ---------------------- | ------------------ | -------------- |
| 21  | 1er  | Anton Volchenkov       | Russie             | Défenseur      |
| 45  | 2e   | Mathieu Chouinard (en) | Canada             | Gardien de but |
| 55  | 2e   | Antoine Vermette       | Canada             | Centre         |
| 87  | 3e   | Jan Boháč              | République tchèque | Attaquant      |
| 122 | 4e   | Derrick Byfuglien      | États-Unis         | Défenseur      |
| 156 | 5e   | Greg Zanon             | Canada             | Défenseur      |
| 157 | 5e   | Grant Potulny (en)     | États-Unis         | Centre         |
| 158 | 5e   | Sean Connolly          | États-Unis         | Défenseur      |
| 188 | 6e   | Jason Maleyko          | Canada             | Défenseur      |
| 283 | 9e   | James DeMone           | Canada             | Défenseur      |

## 2001
| No  | Tour | Nom                 | Nationalité        | Position       |
| --- | ---- | ------------------- | ------------------ | -------------- |
| 2   | 1er  | Jason Spezza        | Canada             | Centre         |
| 23  | 1er  | Tim Gleason         | États-Unis         | Défenseur      |
| 81  | 3e   | Neil Komadoski (en) | États-Unis         | Défenseur      |
| 99  | 4e   | Ray Emery           | Canada             | Gardien de but |
| 127 | 4e   | Christoph Schubert  | Allemagne          | Défenseur      |
| 162 | 5e   | Stefan Schauer (en) | Allemagne          | Défenseur      |
| 193 | 6e   | Brooks Laich        | Canada             | Centre         |
| 218 | 7e   | Jan Platil (en)     | République tchèque | Défenseur      |
| 223 | 7e   | Brandon Bochenski   | États-Unis         | Ailier droit   |
| 235 | 8e   | Neil Petruic (en)   | Canada             | Défenseur      |
| 256 | 8e   | Gregg Johnson (en)  | États-Unis         | Attaquant      |
| 286 | 9e   | Toni Dahlman        | Finlande           | Ailier droit   |

## 2002
| No  | Tour | Nom                | Nationalité        | Position      |
| --- | ---- | ------------------ | ------------------ | ------------- |
| 16  | 1er  | Jakub Klepiš       | République tchèque | Centre        |
| 47  | 2e   | Alekseï Kaïgorodov | Russie             | Centre        |
| 75  | 3e   | Arttu Luttinen     | Finlande           | Ailier gauche |
| 113 | 4e   | Scott Dobben       | Canada             | Attaquant     |
| 125 | 4e   | Johan Björk (en)   | Suède              | Défenseur     |
| 150 | 5e   | Brock Hooton       | Canada             | Ailier droit  |
| 246 | 8e   | Josef Vávra (en)   | République tchèque | Ailier gauche |
| 276 | 9e   | Vitali Atiouchov   | Russie             | Défenseur     |

## 2003
| No  | Tour | Nom                  | Nationalité | Position       |
| --- | ---- | -------------------- | ----------- | -------------- |
| 29  | 1er  | Patrick Eaves        | États-Unis  | Ailier droit   |
| 67  | 2e   | Igor Mirnov          | Russie      | Attaquant      |
| 100 | 3e   | Philippe Seydoux     | Suisse      | Défenseur      |
| 135 | 4e   | Mattias Karlsson     | Suède       | Défenseur      |
| 142 | 5e   | Tim Cook             | États-Unis  | Défenseur      |
| 166 | 5e   | Sergeï Guimaïev (en) | Russie      | Défenseur      |
| 228 | 7e   | Will Colbert (en)    | Canada      | Défenseur      |
| 260 | 8e   | Ossi Louhivaara      | Finlande    | Attaquant      |
| 291 | 9e   | Brian Elliott        | Canada      | Gardien de but |

## 2004
| No  | Tour | Nom                 | Nationalité | Position       |
| --- | ---- | ------------------- | ----------- | -------------- |
| 23  | 1er  | Andrej Meszároš     | Slovaquie   | Défenseur      |
| 58  | 2e   | Kirill Liamine      | Russie      | Défenseur      |
| 77  | 3e   | Shawn Weller        | États-Unis  | Ailier gauche  |
| 87  | 3e   | Peter Regin         | Danemark    | Centre         |
| 89  | 3e   | Jeff Glass          | Canada      | Gardien de but |
| 122 | 4e   | Aleksandr Nikouline | Russie      | Centre         |
| 141 | 5e   | Jim McKenzie        | États-Unis  | Ailier droit   |
| 156 | 5e   | Roman Wick          | Suisse      | Ailier droit   |
| 219 | 7e   | Joe Cooper (en)     | Canada      | Ailier droit   |
| 251 | 8e   | Matt McIlvane       | États-Unis  | Centre         |
| 284 | 9e   | John Wikner         | Suède       | Ailier gauche  |

## 2005
| No  | Tour | Nom               | Nationalité        | Position      |
| --- | ---- | ----------------- | ------------------ | ------------- |
| 9   | 1er  | Brian Lee         | États-Unis         | Défenseur     |
| 70  | 3e   | Vitali Anikeïenko | Russie             | Défenseur     |
| 95  | 4e   | Cody Bass         | Canada             | Centre        |
| 98  | 4e   | Ilia Zoubov       | Russie             | Centre        |
| 115 | 4e   | Janne Kolehmainen | Finlande           | Ailier gauche |
| 136 | 5e   | Tomáš Kudělka     | République tchèque | Défenseur     |
| 186 | 6e   | Dmitri Megalinski | Russie             | Défenseur     |
| 204 | 7e   | Colin Greening    | Canada             | Centre        |

## 2006
| No  | Tour | Nom                | Nationalité | Position       |
| --- | ---- | ------------------ | ----------- | -------------- |
| 28  | 1er  | Nick Foligno       | États-Unis  | Ailier gauche  |
| 68  | 3e   | Eric Gryba         | Canada      | Défenseur      |
| 91  | 3e   | Kaspars Daugavins  | Lettonie    | Ailier gauche  |
| 121 | 4e   | Pierre-Luc Lessard | Canada      | Défenseur      |
| 151 | 5e   | Ryan Daniels       | Canada      | Gardien de but |
| 181 | 6e   | Kevin Koopman      | Canada      | Défenseur      |
| 211 | 7e   | Erik Condra        | États-Unis  | Ailier droit   |

## 2007
| No  | Tour | Nom                   | Nationalité | Position      |
| --- | ---- | --------------------- | ----------- | ------------- |
| 29  | 1er  | Jim O'Brien           | États-Unis  | Centre        |
| 60  | 2e   | Ruslan Bashkirov (en) | Russie      | Ailier gauche |
| 90  | 3e   | Louie Caporusso (en)  | Canada      | Ailier gauche |
| 120 | 4e   | Ben Blood (en)        | États-Unis  | Défenseur     |

## 2008
| No  | Tour | Nom               | Nationalité | Position      |
| --- | ---- | ----------------- | ----------- | ------------- |
| 15  | 1er  | Erik Karlsson     | Suède       | Défenseur     |
| 42  | 2e   | Patrick Wiercioch | Canada      | Défenseur     |
| 79  | 3e   | Zack Smith        | Canada      | Ailier gauche |
| 109 | 4e   | André Petersson   | Suède       | Ailier droit  |
| 119 | 4e   | Derek Grant       | Canada      | Centre        |
| 139 | 5e   | Mark Borowiecki   | Canada      | Défenseur     |
| 199 | 7e   | Emil Sandin       | Suède       | Ailier gauche |

## 2009
| No  | Tour | Nom               | Nationalité | Position       |
| --- | ---- | ----------------- | ----------- | -------------- |
| 9   | 1er  | Jared Cowen       | Canada      | Défenseur      |
| 39  | 2e   | Jakob Silfverberg | Suède       | Ailier droit   |
| 46  | 2e   | Robin Lehner      | Suède       | Gardien de but |
| 100 | 4e   | Chris Wideman     | États-Unis  | Défenseur      |
| 130 | 5e   | Mike Hoffman      | Canada      | Ailier gauche  |
| 146 | 5e   | Jeff Costello     | États-Unis  | Ailier gauche  |
| 160 | 6e   | Corey Cowick (en) | Canada      | Ailier gauche  |
| 190 | 7e   | Brad Peltz        | États-Unis  | Ailier gauche  |
| 191 | 7e   | Michael Sdao      | États-Unis  | Défenseur      |

## 2010
| No  | Tour | Nom             | Nationalité        | Position      |
| --- | ---- | --------------- | ------------------ | ------------- |
| 76  | 3e   | Jakub Culek     | République tchèque | Ailier gauche |
| 106 | 4e   | Marcus Sörensen | Suède              | Ailier gauche |
| 178 | 6e   | Mark Stone      | Canada             | Ailier droit  |
| 196 | 7e   | Bryce Aneloski  | États-Unis         | Défenseur     |

## 2011
| No  | Tour | Nom                 | Nationalité | Position      |
| --- | ---- | ------------------- | ----------- | ------------- |
| 6   | 1er  | Mika Zibanejad      | Suède       | Centre        |
| 21  | 1er  | Stefan Noesen       | États-Unis  | Ailier droit  |
| 24  | 1er  | Matthew Puempel     | Canada      | Ailier gauche |
| 61  | 2e   | Shane Prince        | Biélorussie | Ailier gauche |
| 96  | 4e   | Jean-Gabriel Pageau | Canada      | Centre        |
| 126 | 5e   | Fredrik Claesson    | Suède       | Défenseur     |
| 156 | 6e   | Darren Kramer (en)  | Canada      | Ailier gauche |
| 171 | 6e   | Max McCormick       | États-Unis  | Ailier gauche |
| 186 | 7e   | Jordan Fransoo      | Canada      | Défenseur     |
| 204 | 7e   | Ryan Dzingel        | États-Unis  | Centre        |

## 2012
| No  | Tour | Nom                | Nationalité | Position       |
| --- | ---- | ------------------ | ----------- | -------------- |
| 15  | 1er  | Cody Ceci          | Canada      | Défenseur      |
| 76  | 3e   | Chris Driedger     | Canada      | Gardien de but |
| 82  | 3e   | Jarrod Maidens     | Canada      | Centre         |
| 106 | 4e   | Tim Boyle          | États-Unis  | Défenseur      |
| 136 | 5e   | Robbie Baillargeon | États-Unis  | Attaquant      |
| 166 | 6e   | François Brassard  | Canada      | Gardien de but |
| 196 | 7e   | Mikael Wikstrand   | Suède       | Défenseur      |

## 2013
| No  | Tour | Nom                  | Nationalité | Position       |
| --- | ---- | -------------------- | ----------- | -------------- |
| 17  | 1er  | Curtis Lazar         | Canada      | Centre         |
| 78  | 3e   | Marcus Högberg (en)  | Suède       | Gardien de but |
| 102 | 4e   | Tobias Lindberg (en) | Suède       | Ailier droit   |
| 108 | 4e   | Ben Harpur           | Canada      | Défenseur      |
| 138 | 5e   | Vincent Dunn         | Canada      | Centre         |
| 161 | 6e   | Chris Leblanc        | États-Unis  | Attaquant      |
| 168 | 6e   | Quentin Shore        | États-Unis  | Centre         |

## 2014
| No  | Tour | Nom                  | Nationalité | Position      |
| --- | ---- | -------------------- | ----------- | ------------- |
| 40  | 2e   | Andreas Englund (en) | Suède       | Défenseur     |
| 70  | 3e   | Miles Gendron        | Canada      | Défenseur     |
| 100 | 4e   | Shane Eiserman       | États-Unis  | Attaquant     |
| 189 | 7e   | Kelly Summers        | Canada      | Défenseur     |
| 190 | 7e   | Francis Perron       | Canada      | Ailier gauche |

## 2015
| No  | Tour | Nom                  | Nationalité        | Position       |
| --- | ---- | -------------------- | ------------------ | -------------- |
| 18  | 1er  | Thomas Chabot        | Canada             | Défenseur      |
| 21  | 1er  | Colin White          | États-Unis         | Centre         |
| 36  | 2e   | Gabriel Gagné        | Canada             | Ailier droit   |
| 48  | 2e   | Filip Chlapík (en)   | République tchèque | Centre         |
| 107 | 4e   | Christian Wolanin    | États-Unis         | Défenseur      |
| 109 | 4e   | Filip Ahl (en)       | Suède              | Ailier gauche  |
| 139 | 5e   | Christián Jaroš (en) | Slovaquie          | Défenseur      |
| 199 | 7e   | Joey Daccord         | États-Unis         | Gardien de but |

## 2016
| No  | Tour | Nom             | Nationalité | Position      |
| --- | ---- | --------------- | ----------- | ------------- |
| 11  | 1er  | Logan Brown     | États-Unis  | Centre        |
| 42  | 2e   | Jonathan Dahlén | Suède       | Ailier gauche |
| 103 | 4e   | Todd Burgess    | États-Unis  | Ailier droit  |
| 133 | 5e   | Maxime Lajoie   | Canada      | Défenseur     |
| 163 | 6e   | Markus Nurmi    | Finlande    | Ailier droit  |

## 2017
| No  | Tour | Nom             | Nationalité | Position       |
| --- | ---- | --------------- | ----------- | -------------- |
| 28  | 1er  | Shane Bowers    | Canada      | Centre         |
| 47  | 2e   | Alex Formenton  | Canada      | Ailier gauche  |
| 121 | 4e   | Drake Batherson | Canada      | Ailier droit   |
| 183 | 6e   | Jordan Hollett  | Canada      | Gardien de but |

## 2018
| No  | Tour | Nom                  | Nationalité | Position       |
| --- | ---- | -------------------- | ----------- | -------------- |
| 4   | 1er  | Braeden Tkachuk      | États-Unis  | Ailier gauche  |
| 26  | 1er  | Jacob Bernard-Docker | Canada      | Défenseur      |
| 48  | 2e   | Jonathan Tychonick   | Canada      | Défenseur      |
| 95  | 4e   | Jonathan Gruden      | États-Unis  | Centre         |
| 126 | 5e   | Angus Crookshank     | Canada      | Ailier gauche  |
| 157 | 6e   | Kevin Mandolese      | Canada      | Gardien de but |
| 188 | 7e   | Jakov Novak          | Canada      | Attaquant      |
| 194 | 7e   | Luke Loheit          | États-Unis  | Ailier droit   |

## 2019
| No  | Tour | Nom               | Nationalité | Position       |
| --- | ---- | ----------------- | ----------- | -------------- |
| 19  | 1er  | Lassi Thomson     | Finlande    | Défenseur      |
| 32  | 2e   | Shane Pinto       | États-Unis  | Centre         |
| 37  | 2e   | Mads Søgaard      | Danemark    | Gardien de but |
| 94  | 4e   | Viktor Lodin (en) | Suède       | Centre         |
| 125 | 5e   | Mark Kastelic     | États-Unis  | Centre         |
| 187 | 7e   | Maxence Guénette  | Canada      | Défenseur      |

## 2020
| No  | Tour | Nom                 | Nationalité | Position       |
| --- | ---- | ------------------- | ----------- | -------------- |
| 3   | 1er  | Tim Stützle         | Allemagne   | Ailier gauche  |
| 5   | 1er  | Jake Sanderson      | États-Unis  | Défenseur      |
| 28  | 1er  | Ridly Greig         | Canada      | Centre         |
| 33  | 2e   | Roby Järventie (en) | Finlande    | Ailier gauche  |
| 44  | 2e   | Tyler Kleven        | États-Unis  | Défenseur      |
| 61  | 2e   | Iegor Sokolov       | Russie      | Centre         |
| 71  | 3e   | Leevi Merilainen    | Finlande    | Gardien de but |
| 155 | 5e   | Eric Engstrand (en) | Suède       | Ailier gauche  |
| 158 | 6e   | Philippe Daoust     | Canada      | Centre         |
| 181 | 6e   | Cole Reinhardt      | Canada      | Ailier gauche  |

## 2021
| No  | Tour | Nom              | Nationalité | Position      |
| --- | ---- | ---------------- | ----------- | ------------- |
| 10  | 1er  | Tyler Boucher    | États-Unis  | Ailier droit  |
| 39  | 2e   | Zack Ostapchuk   | Canada      | Centre        |
| 49  | 2e   | Benjamin Roger   | Canada      | Défenseur     |
| 74  | 3e   | Oliver Johansson | Suède       | Ailier gauche |
| 123 | 4e   | Carson Latimer   | Canada      | Ailier droit  |
| 202 | 7e   | Chandler Romeo   | Canada      | Défenseur     |

### 2022
| No  | Tour | Nom              | Nationalité | Position       |
| --- | ---- | ---------------- | ----------- | -------------- |
| 64  | 2e   | Filip Nordberg   | Suède       | Défenseur      |
| 72  | 3e   | Oskar Pettersson | Suède       | Ailier droit   |
| 87  | 3e   | Tomáš Hamara     | Tchéquie    | Défenseur      |
| 104 | 4e   | Stephen Halliday | Canada      | Centre         |
| 136 | 5e   | Jorian Donovan   | Canada      | Défenseur      |
| 143 | 5e   | Cameron O'Neill  | États-Unis  | Ailier droit   |
| 151 | 5e   | Kevin Reidler    | Suède       | Gardien de but |
| 168 | 6e   | Theo Wallberg    | Suède       | Défenseur      |
| 206 | 7e   | Tyson Dyck       | Canada      | Centre         |